# Jon Piso
Jon Piso (* 1926 in Brașov) ist ein rumänischer Opernsänger (Tenor).

## Theater
Piso studierte an der Musikakademie in Cluj. Sein Professor war der Bariton und Pädagoge Gogu Simionescu. Jon Piso war unter anderem Solist der rumänischen Oper in Cluj (1949–1960), der Opera Națională in Bukarest (1964–1968) und der Metropolitan Opera in New York (1965–1966). Er feierte außerdem Erfolge auf den Opernbühnen von: Paris (Opera Garnier), Lüttich, Dublin, Petersburg, Moskau, Kiew, Odessa, Tiflis, Nowosibirsk, Bratislava, Ankara, Varna, Posen, Bonn, Berlin, Frankfurt, Hamburg, Köln, Oldenburg, Stuttgart, München, Zürich, Teheran, A Coruña und Oslo.
Große Beachtung fanden folgende Partien:
- Herzog von Mantua (Rigoletto),
- Alfredo (La Traviata),
- Des Grieux (Manon),
- Maurizio, Graf von Sachsen (Adriana Lecouvreur),
- Edgardo (Lucia di Lammermoor),
- Lenski (Eugen Onegin),
- Pinkerton (Madama Butterfly)

Von 1985 bis 1988 war Jon Piso Direktor des Staatstheaters in Oldenburg. Von 1990 bis 1992 war er als Direktor der Oper in Cluj tätig.

## Bücher
Jon Piso veröffentlichte mehrere Bücher auf Rumänisch, welche teilweise auch in englischer Übersetzung erschienen sind:
- Cibernetica fonaţiei în canto şi lied, la Editura Muzicală din Bucureşti, 2000
- Antifonarul epistolar (la Editura Albatros din Bucureşti), 2004
- Criza operei - Revistei „Muzica“, din Bucureşti, în decursul anilor 2006-2007
- Unele probleme în legătură cu înscenarea operei Oedipe de G. Enescu
- The Crisis of the Opera? A Study of Musical Hermeneutics, 2013[2]
- Criza operei. Studiu de hermeneutică muzicală, publicată de Editura Eikon în anul 2015
- Grai şi cânt. Studiu de cibernetică, la Editura Eikon, 2016
- A Cybernetic Study of Speaking and Singing, 2017[3][4]

## Auszeichnungen
- Doctor Honoris Causa der Academiei de Muzică „Gh. Dima“, 2016
- Orden: „Crucea Casei Regale a României“[5] (Rumänien), 2011
- Orden: „Stern von Rumänien“[6] (Rumänien), 2000